# جوني ماكنتاير
جوني ماكنتاير (بالإنجليزية: Johnny McIntyre)‏ هو لاعب كرة قدم بريطاني في مركز نصف الجناح، ولد في 7 يوليو 1956 في غرينوك في المملكة المتحدة. لعب مع نادي تشيربورغ.